# Samantha Fisher
Samantha Tru Fisher (Simi Valley, 26 agosto 1999) è una calciatrice statunitense naturalizzata salvadoregna, centrocampista offensiva del Sassuolo e della nazionale salvadoregna.

## Carriera

### Calcio universitario
Nata da Mike e Livia, originaria di El Salvador, e cresciuta con le sorelle maggiori Jenna and Monica a Simi Valley, città della contea di Ventura nello Stato della California, Stati Uniti d'America, dove affianca il percorso scolastico alla Grace Brethren High School all'attività atletica avvicinandosi al calcio giocando per le Lancers, la squadra di calcio femminile dell'istituto, fino al 2017 nel ruolo di centrocampista offensivo o difensivo. Nel 2014 Fisher si mette particolarmente in luce, segnando 32 reti e fornendo alle compagne 16 assist, aiutando la sua squadra a vincere il campionato della Division 7 del CIF (California Interscholastic Federation) Southern Section e venendo nominata player of the year della Divisione. Nel 2015 oltre che indossare la maglia dell'istituto ha la sua prima esperienza di club, giocando per il Real So Cal di Woodland Hills, Los Angeles, in Elite Clubs National League (ECNL), vincendo un anno più tardi il Cal South ODP National Championship.
Nel 2017 decide di completare gli studi iscrivendosi all'Università di Notre Dame con sede a South Bend, Indiana, continuando a giocare a calcio per l'ateneo nella squadra delle Notre Dame Fighting Irish, disputando la Division I della National Collegiate Athletic Association e nell'Atlantic Coast Conference (ACC). In cinque anni raggiunge le 91 presenze in campionato, siglando complessivamente 29 reti, delle quali 13 nell'ultima stagione, e fornendo 15 assists, diventando capitano della squadra nel 2019, ottenendo inoltre nel 2021, il suo ultimo anno, la nomina nel First Team All-ACC e nel ACC All-Academic Team.

### Club
Nel 2022 si dichiara per il Draft NWSL, venendo selezionata con la 19ª scelta assoluta dal Chicago Stars.
Alla sua prima stagione l'head coach Chris Petrucelli la impiega in 13 su 22 incontri di National Women's Soccer League 2022, esordendo alla 2ª giornata nell'incontro esterno perso 2-1 con il San Diego Wave rilevando Bianca St-Georges all'83'. Sempre in quella stagione arriva anche il suo primo gol da professionista, quello che all'88' riduce lo svantaggio nell'incontro perso in trasferta 4-1 con lo Houston Dash. Petrucelli nella stagione 2023 la impiega in soli 5 incontri di NWSL, che si aggiungono ai 5 in NWSL Challenge Cup 2023. In tutto la centrocampista matura 23 presenze, 9 da titolare, tra tutte le competizioni, aggiungendo un assist oltre alla rete segnata al suo ruolino di marcia.
Dopo due stagioni con il club di Chicago, nel marzo 2024 viene annunciato il suo addio alla squadra.
Dopo aver espresso il desiderio di giocare in Italia, il 19 luglio Fisher viene ingaggiata a titolo definitivo dal Sassuolo, tra le nuove giocatrici in entrata per la stagione 2024-2025. Alla prima giornata di campionato, il 1º settembre, segna la sua prima rete in neroverde, nella sconfitta interna contro la Juventus (3-6).

### Nazionale
Fisher inizia a essere convocata dalla Federcalcio statuintense negli stages della formazione under 17 senza tuttavia partecipare ad alcun torneo internazionale ufficiale.
Grazie alla nazionalità della madre, negli ultimi mesi del 2023 ottiene la sua prima convocazione con la nazionale salvadoregna, chiamata dal commissario tecnico Eric Acuña in vista delle qualificazioni alla prima edizione della CONCACAF Women's Gold Cup. La sua nazionale, inserita nel gruppo B della Lega B, ottiene il primo posto del girone da imbattuta accedendo quindi ai play-off per i tre posti rimasti nella fase finale, dove Fisher scende in campo da titolare nell'incontro vinto 3-1 sul Guatemala e che assicura l'accesso alle guatemalteche. Durante il torneo la centrocampista sigla la sua prima rete, quella che apre le marcature nell'ultimo incontro del gruppo C con il Paraguay, incontro poi terminato 3-2 per le avversarie che sanciscono l'eliminazione di El Salvador dalla manifestazione. Nello stesso anno Acuña le rinnova la fiducia anche in una serie di doppie amichevoli con Bolivia e Perù dove Fisher va ancora a rete.

## Statistiche

### Presenze e reti nei club
Statistiche (parziali) aggiornate all'11 maggio 2025.
| Stagione                 | Squadra                  | Campionato               | Campionato | Campionato | Coppe nazionali | Coppe nazionali | Coppe nazionali | Coppe continentali | Coppe continentali | Coppe continentali | Altre coppe | Altre coppe | Altre coppe | Totale | Totale |
| Stagione                 | Squadra                  | Comp                     | Pres       | Reti       | Comp            | Pres            | Reti            | Comp               | Pres               | Reti               | Comp        | Pres        | Reti        | Pres   | Reti   |
| ------------------------ | ------------------------ | ------------------------ | ---------- | ---------- | --------------- | --------------- | --------------- | ------------------ | ------------------ | ------------------ | ----------- | ----------- | ----------- | ------ | ------ |
| 2022                     | Chicago Red Stars        | NWSL                     | 13         | 1          | CC              | 0               | 0               | -                  | -                  | -                  | -           | -           | -           | 13     | 1      |
| 2023                     | Chicago Red Stars        | NWSL                     | 5          | 0          | CC              | 5               | 0               | -                  | -                  | -                  | -           | -           | -           | 10     | 0      |
| Totale Chicago Red Stars | Totale Chicago Red Stars | Totale Chicago Red Stars | 23         | 1          | -               | 5               | 0               | -                  | -                  | -                  | -           | -           | -           | 28     | 1      |
| 2024-2025                | Sassuolo                 | A                        | 19         | 3          | CI              | 4               | 0               | -                  | -                  | -                  | -           | -           | -           | 23     | 3      |
| 2025-2026                | Sassuolo                 | A                        | -          | -          | CI              | -               | -               | -                  | -                  | -                  | AWC         | -           | -           | -      | -      |
| Totale Sassuolo          | Totale Sassuolo          | Totale Sassuolo          | 19         | 3          | -               | 4               | 0               | -                  | -                  | -                  | -           | -           | -           | 23     | 3      |
| Totale carriera          | Totale carriera          | Totale carriera          | 42         | 4          | -               | 9               | 0               | -                  | -                  | -                  | -           | -           | -           | 51     | 4      |

### Cronologia presenze e reti in nazionale
| Cronologia completa delle presenze e delle reti in nazionale ― El Salvador | Cronologia completa delle presenze e delle reti in nazionale ― El Salvador | Cronologia completa delle presenze e delle reti in nazionale ― El Salvador | Cronologia completa delle presenze e delle reti in nazionale ― El Salvador | Cronologia completa delle presenze e delle reti in nazionale ― El Salvador | Cronologia completa delle presenze e delle reti in nazionale ― El Salvador | Cronologia completa delle presenze e delle reti in nazionale ― El Salvador | Cronologia completa delle presenze e delle reti in nazionale ― El Salvador |
| Data                                                                       | Città                                                                      | In casa                                                                    | Risultato                                                                  | Ospiti                                                                     | Competizione                                                               | Reti                                                                       | Note                                                                       |
| -------------------------------------------------------------------------- | -------------------------------------------------------------------------- | -------------------------------------------------------------------------- | -------------------------------------------------------------------------- | -------------------------------------------------------------------------- | -------------------------------------------------------------------------- | -------------------------------------------------------------------------- | -------------------------------------------------------------------------- |
| 17-2-2024                                                                  | Carson                                                                     | El Salvador                                                                | 3 – 1                                                                      | Guatemala                                                                  | QCONCACAF Women's Gold Cup                                                 | -                                                                          | 86’                                                                        |
| 22-2-2024                                                                  | Houston                                                                    | Canada                                                                     | 6 – 0                                                                      | El Salvador                                                                | CONCACAF Women's Gold Cup                                                  | -                                                                          | 63’                                                                        |
| 25-2-2024                                                                  | Houston                                                                    | El Salvador                                                                | 0 – 2                                                                      | Costa Rica                                                                 | CONCACAF Women's Gold Cup                                                  | -                                                                          | 46’                                                                        |
| 28-2-2024                                                                  | Houston                                                                    | Paraguay                                                                   | 3 – 2                                                                      | El Salvador                                                                | CONCACAF Women's Gold Cup                                                  | 1                                                                          |                                                                            |
| 31-5-2024                                                                  | Cochabamba                                                                 | Bolivia                                                                    | 1 – 2                                                                      | El Salvador                                                                | Amichevole                                                                 | -                                                                          |                                                                            |
| 3-6-2024                                                                   | Cochabamba                                                                 | El Salvador                                                                | 2 – 0                                                                      | Bolivia                                                                    | Amichevole                                                                 | 1                                                                          |                                                                            |
| 13-7-2024                                                                  | Santa Tecla                                                                | El Salvador                                                                | 3 – 1                                                                      | Perù                                                                       | Amichevole                                                                 | 1                                                                          |                                                                            |
| 16-7-2024                                                                  | Santa Tecla                                                                | Perù                                                                       | 0 – 3                                                                      | El Salvador                                                                | Amichevole                                                                 | -                                                                          |                                                                            |
| Totale                                                                     |                                                                            | Presenze                                                                   | 8                                                                          |                                                                            | Reti                                                                       | 3                                                                          |                                                                            |